# Râul Sävar
Sävar, în suedeză Sävarån, în sámi din Ume Saarejeänoe este un râu situat în partea de est a Suediei, în comitatul Västerbotten. Își are izvoarele în lacul Lossmenträsket și se varsă în zona Ytterbodafjärden din golful Botnic. Lungimea totală a cursului de apă este de 140 km. Sävarån este parțial amenajat hidroenergetic. Pe cursul inferior al râului a fost înființată în anul 2014 rezervația naturală Nedre Sävarån.